# ESL Aequitas
Aequitas (von lateinisch Aequitas: Gleichheit) ist das von Tilmann „T-Man“ Felgner programmierte offizielle Anti-Cheat-Tool der Electronic Sports League (ESL). Am 11. Oktober 2010 wurde Aequitas durch den Nachfolger ESL Wire Anti-Cheat (eingestellt 20. September 2021) ersetzt.

## Ziele
Die Grundidee hinter dem Programm ist laut Aussagen der Entwickler, Bedingungen wie auf einer Netzwerkparty zu schaffen. So soll es zum Beispiel möglich sein, auf den Monitor zu schauen, den Benutzer genau zu identifizieren und spielerelevante Dateien zu überprüfen.

## Funktionsweise
Aequitas überprüft verschiedene Dinge, wie startende und sich schließende Prozesse, und speichert die Ergebnisse in einem ZIP-Archiv, in dem u. a. Screenshots und ggf. Custom-Models des Spielablaufes gespeichert sind, und übermittelt die Logdatei direkt an die ESL.

### Spielrelevante Dateien
Bei jedem Start des Spiels werden spielrelevante Dateien (z. B. Konfigurationsdateien) überprüft. Die Konfigurationsdateien werden in dem von Aequitas angelegten ZIP-Archiv gespeichert. Viele der anderen Dateien, die zum Spiel gehören, werden anhand ihrer Prüfsumme mit den Originalen verglichen.

### Bildschirmfotos
Aequitas erstellt in unregelmäßigen Abständen Screenshots und speichert sie fälschungssicher ab, sodass sie später von jedem eingesehen werden können. Auf diesen Bildschirmfotos werden viele der im Ligabetrieb gängigen Cheats sichtbar, z. B. Wallhacks.

### Cheat-Programme
Einige bekannte Cheat-Programme können von Aequitas erkannt werden. Bei einem entdeckten Cheat wird die ESL benachrichtigt, ohne dass der Benutzer etwas mitbekommt. Dabei geht die ESL ähnlich vor, wie Valve mit Valve Anti-Cheat: Zuerst werden die Daten nur gesammelt und verglichen. Nach einiger Zeit werden dann die Spieler gesperrt. So kann man nie wissen, ob das Cheatprogramm erkannt wird, oder nicht.

### Sonstiges
Aequitas scannt die laufenden, gestarteten und beendeten Prozesse des Computers und speichert diese in die Logdatei. Außerdem werden bestimmte Daten über den PC des Benutzers erhoben (z. B. MAC-Adresse).

## Einsatz
Aequitas kann aufgrund der Tatsache, dass es sich nicht direkt in das Spiel einklinkt, sondern eher eine Überwachungsfunktion übernimmt, theoretisch auf jedes beliebige Spiel ausgeweitet werden. Momentan werden nur die Spiele unterstützt, die über die Steam-Plattform von Valve laufen (z. B. Counter-Strike 1.6, Counter-Strike: Source, Half-Life 2: Deathmatch etc.). Das Programm ist in allen Ligen von Steam-basierenden Spielen der ESL Pflicht. Das Aequitas-Archiv muss nach jedem Match hochgeladen werden, andernfalls werden die betroffenen Spieler mit Strafpunkten bestraft und das Match wird gelöscht.

## Kritik
Eine kontroverse Diskussion entstand wegen der Datenerhebung, die einigen Spielern zu weit ging. Auf der einen Seite stand die Argumentation, dass es wichtig sei, die Benutzer identifizieren zu können, um eine möglichst professionelle Liga aufrechtzuerhalten, zumal dies in jeder herkömmlichen Liga, wie z. B. beim Fußball, normal ist. Auf der anderen Seite standen datenschutzrechtliche Bedenken, da diese Daten verschlüsselt an den Betreiber der ESL, Turtle Entertainment, gesendet werden. Jedoch nahmen diese bereits früh Stellung zu den Vorwürfen und äußerten, dass die Daten im Normalfall nur sieben Tage lang gespeichert bleiben und nur wenige Mitarbeiter Zugang zu diesen haben. Dennoch sind die Aussagen der Firma nicht durch die Spieler überprüfbar, so ist für die Nutzer von Aequitas eine Kontrolle, welche Daten schlussendlich erhoben und an die Firma übertragen werden, nicht möglich. Die durch Antivirenfirmen erfolgte Einstufung von Aequitas als Trojaner ist insofern korrekt.